# Episodi di Caroline in the City (seconda stagione)
La seconda stagione della serie televisiva Caroline in the City è stata trasmessa in anteprima negli Stati Uniti d'America dalla NBC tra il 17 settembre 1996 e il 13 maggio 1997.
| nº | Titolo originale                             | Titolo italiano | Prima TV USA      | Prima TV Italia |
| -- | -------------------------------------------- | --------------- | ----------------- | --------------- |
| 1  | Caroline and the Younger Man                 |                 | 17 settembre 1996 |                 |
| 2  | Caroline and the Letter                      |                 | 24 settembre 1996 |                 |
| 3  | Caroline and the Cat Dancer                  |                 | 15 ottobre 1996   |                 |
| 4  | Caroline and the Guy Who Gets There Too Soon |                 | 22 ottobre 1996   |                 |
| 5  | Caroline and the Dreamers                    |                 | 29 ottobre 1996   |                 |
| 6  | Caroline and the Nice Jewish Boy             |                 | 12 novembre 1996  |                 |
| 7  | Caroline and Victor/Victoria                 |                 | 19 novembre 1996  |                 |
| 8  | Caroline and the Comic                       |                 | 26 novembre 1996  |                 |
| 9  | Caroline and the Therapist                   |                 | 3 dicembre 1996   |                 |
| 10 | Caroline and the Red Sauce                   |                 | 10 dicembre 1996  |                 |
| 11 | Caroline and the Freight King                |                 | 17 dicembre 1996  |                 |
| 12 | Caroline and the Perfect Record              |                 | 7 gennaio 1997    |                 |
| 13 | Caroline and the Singer                      |                 | 14 gennaio 1997   |                 |
| 14 | Caroline and the Kept Man                    |                 | 21 gennaio 1997   |                 |
| 15 | Caroline and the Long Shot                   |                 | 11 febbraio 1997  |                 |
| 16 | Caroline and the Dearly Departed             |                 | 18 febbraio 1997  |                 |
| 17 | Caroline and the Getaway                     |                 | 25 febbraio 1997  |                 |
| 18 | Caroline and the Monkeys                     |                 | 11 marzo 1997     |                 |
| 19 | Caroline and the Buyer                       |                 | 1º aprile 1997    |                 |
| 20 | Caroline and the New Neighbor                |                 | 8 aprile 1997     |                 |
| 21 | Caroline and the Critics                     |                 | 15 aprile 1997    |                 |
| 22 | Caroline and the Ombudsman                   |                 | 22 aprile 1997    |                 |
| 23 | Caroline and the Bad Trip                    |                 | 6 maggio 1997     |                 |
| 24 | Caroline and Richard & Julia                 |                 | 13 maggio 1997    |                 |
| 25 | Caroline and the Wayward Husband             |                 | 13 maggio 1997    |                 |